# پیتر مکنیلی
پیتر مکنیلی (زادهٔ ۶ اکتبر ۱۹۶۸) بوکسور سابق سنگین‌وزن آمریکایی است که بیشتر به خاطر مبارزه‌اش با مایک تایسون در سال ۱۹۹۵ شناخته می‌شود که قبل از آن مکنیلی گفته بود که تایسون را در پیله‌ای از وحشت می‌پیچد. مکنیلی به شدت مبارزه کرد اما در دو دقیقه اول دو بار سرنگون شد. مکنیلی پس از اینکه مربی‌اش وینی وکیونه وارد رینگ شد تا مبارزش را از ضربات بیشتر پس از ناک داون دوم باز دارد، محروم شد. تی‌وی گاید این مبارزه را در فهرست ۵۰ لحظه ورزشی تلویزیونی بزرگ تمام دوران در سال ۱۹۹۸ گنجانده است.

## اوایل زندگی
پیتر اسمیت مکنیلی در ۶ اکتبر ۱۹۶۸ در مدفیلد، ماساچوست، ایالات متحده به دنیا آمد. فرزند نانسی مک‌نیلی، (با نام خانوادگی گری) (۱۹۴۴-۲۰۱۸) و تام مکنیلی (۱۹۳۷-۲۰۱۱). پدر او یک مدعی سابق سنگین‌وزن بود که فلوید پترسون را برای قهرمانی سنگین‌وزن جهان به چالش کشید و بعداً هشت سال به عنوان کمیسر کمیسیون بوکس ایالت ماساچوست خدمت کرد. مادرش، یک شرکت کننده سابق دوشیزه آمریکا از نیوهمپشایر بود. کوچکترین برادر او به عنوان «اسنابی» شناخته می شد. پدربزرگ مک‌نیلی، توماس مک‌نیلی پدر قهرمان بوکس نیوانگلند بود و در تیم بوکس المپیک ۱۹۲۸ مبارزه کرد.

## حرفه بوکس آماتور
مکنیلی ۲۱ مبارزه آماتور داشت و حرفه آماتوری خود را با رکورد ۱۵–۶ به پایان رساند.  اگرچه یک حرفه آماتور کوتاه بود، اما با موفقیت به نمایندگی از ایالات متحده، وین برنارد قهرمان سنگین‌وزن جهان و در اولین راند ناک‌اوت مرد شماره ۱ آماتور آمریکایی جیمز جانسون را شکست داد. او برنده دستکش طلایی نیوانگلند در لوول، ماساچوست در سال ۱۹۸۹ و مسابقات کمربند الماس نیوانگلند در اواخر همان سال شد.

## زندگی شخصی
در سال ۱۹۹۵، مکنیلی دستگیر و متهم به حمله و استفاده از باتری به عنوان یک سلاح خطرناک شد. در مارس ۲۰۰۶، مکنیلی در نوروود، ماساچوست، پس از اینکه مردی را با مشت مورد ضرب و شتم قرار داد و کیف پول او را که حاوی ۲۰۰ دلار بود دزدید، دستگیر شد. در ژوئن ۲۰۰۶، مکنیلی به دلیل رانندگی با ماشین تحت تعقیب که در سرقت از یک والگرینز در استوتون، ماساچوست استفاده شده بود، دستگیر شد. پس از بازرسی خودرو، پلیس ۱۸۰ دلار پول نقد و یک کیف کمری مشکی را که از مغازه نیز به سرقت رفته بود، کشف کرد.